# L'Estany
L'Estany (em catalão e oficialmente) ou Estany é um município da Espanha na comarca de Moianès, província de Barcelona, comunidade autónoma da Catalunha. Tem 10,25 km² de área e em 2021 tinha 408 habitantes (densidade: 39,8 hab./km²).

## Demografia
| Variação demográfica do município entre 1991 e 2004[carece de fontes?] | Variação demográfica do município entre 1991 e 2004[carece de fontes?] | Variação demográfica do município entre 1991 e 2004[carece de fontes?] | Variação demográfica do município entre 1991 e 2004[carece de fontes?] |
| ---------------------------------------------------------------------- | ---------------------------------------------------------------------- | ---------------------------------------------------------------------- | ---------------------------------------------------------------------- |
| 1991                                                                   | 1996                                                                   | 2001                                                                   | 2004                                                                   |
| 370                                                                    | 382                                                                    | 403                                                                    | 405                                                                    |